# HD 91881
HD 91881，又名CD-26 8022，SAO 179014、HR 4157，是一颗恒星，视星等为6.29，位于銀經268.94，銀緯27.12，其B1900.0坐标为赤經10h 31m 21.5s，赤緯-26° 27.12′ 19″。